# 민사회사
민사회사란 상행위 이외의 행위를 영리의 목적으로 하는 회사를 말한다. .
크게 상사회사와 민사회사가 있는데, 상행위(상46 )를 영리의 목적으로 즉, 영업으로 하는 회사가 상사회사(당연상인)이고, 상행위 이외의 행위(농업, 수산업 등)를 영리의 목적으로 하는 회사가 민사회사(의제상인)인 점에서 양자는 차이가 있다.